# Pictures: 40 Years of Hits
Pictures: 40 Years of Hits è una raccolta del gruppo rock britannico Status Quo pubblicata nel novembre del 2008.

## Il disco
Il prodotto viene realizzato per celebrare i 40 anni dal primo singolo di successo degli Status Quo, Pictures of Matchstick Men del 1968 e viene pubblicato in diverse edizioni su più supporti e con diversi contenuti.
Il lavoro sale al n. 8 delle classifiche inglesi.

## Edizione 4 CD Earbook
L'edizione più completa è quella composta da 4 CD, contenente per la prima volta nella storia della band, tutti gli oltre 70 singoli pubblicati in Inghilterra a partire dagli anni sessanta, più un libro illustrato di 120 pagine.
In tale formato sono anche inclusi i due nuovi brani Jump That Rock (Whatever You Want) e It's Christmas Time pubblicati come singoli alla fine del 2008.
La completezza del prodotto è sancita dall'inserimento anche di Come on You Reds, inno celebratorio della squadra di calcio del Manchester United andato al primo posto delle classifiche inglesi nel 1994, finora mai inserito in alcun album della band, e Fakin' the Blues, brano che nel 1992 avrebbe dovuto essere pubblicato come singolo, ma che invece non è mai uscito.
Tutte le tracce sono in versione remasterizzata.

### Tracce

#### Tracce CD 1
1. Pictures of Matchstick Men - 3:08 - (Rossi) - 1968
2. Black Veils of Melancholy - 3:13 - (Rossi) - 1968
3. Ice in the Sun - 2:10 - (Wilde/Scott) - 1968
4. Make Me Stay a Bit Longer - 2:53 - (Rossi/Parfitt) - 1969
5. Are You Growing Tired of My Love - 3:33 - (King) - 1969
6. The Price of Love - 3:40 - (Everly/Everly) - 1969
7. Down the Dustpipe - 2:03 - (Groszman) - 1970
8. In My Chair - 3:14 - (Rossi/Young) - 1970
9. Tune to the Music - 3:07 - (Rossi/Young) - 1971
10. Paper Plane - 2:55 - (Rossi/Young) - 1972
11. Mean Girl - 3:53 - (Rossi/Young) - 1973
12. Gerdundula - 3:50 - (Manston/James) - 1973
13. Caroline - 3:43 - (Rossi/Young) - 1973
14. Break the Rules - 3:38 - (Rossi/Young/Parfitt/Lancaster/Coghlan) - 1974
15. Down Down - 3:49 - (Rossi/Young) - 1975
16. Roll Over Lay Down (live) - 4:50 - (Rossi/Young/Parfitt/Lancaster/Coghlan) - 1975
17. Rain - 4:33 - (Parfitt) - 1976
18. Mystery Song - 3:58 - (Parfitt/Young) - 1976
19. Wild Side of Life - 3:15 - (Warren/Carter) - 1976

#### Tracce CD 2
1. Rockin' All Over the World - 3:33 - (Fogerty) - 1977
2. Again and Again - 3:40 - (Parfitt/Bown/Lynton) - 1978
3. Accident Prone - 4:08 - (Williams/Hutchins) - 1978
4. Whatever You Want - 4:01 - (Parfitt/Bown) - 1979
5. Living on an Island - 3:47 - (Parfitt/Young) - 1979
6. What You're Proposing - 4:13 - (Rossi/Frost) - 1980
7. Lies - 3:56 - (Rossi/Frost) - 1980
8. Don't Drive My Car - 4:37 - (Parfitt/Bown) - 1980
9. Something 'Bout You Baby I Like - 2:50 - (Supa) - 1981
10. Rock 'n' Roll - 4:04 - (Rossi/Frost) - 1981
11. Dear John - 3:12 - (Gustafson/Macauley) - 1982
12. She Don't Fool Me - 4:30 - (Parfitt/Bown) - 1982
13. Caroline (Live) - 4:58 - (Rossi/Young) - 1982
14. Ol' Rag Blues - 2:51 - (Lancaster/Lamb) - 1983
15. A Mess of Blues - 3:22 - (Pomus/Shuman) - 1983
16. Marguerita Time - 3:27 - (Rossi/Frost) - 1983
17. Going Down Town Tonight - 4:20 - (Johnson) - 1984
18. The Wanderer - 3:27 - (Maresca) - 1984
19. Rollin' Home - 3:58 - (David) - 1986

#### Tracce CD 3
1. Red Sky - 4:13 - (David) - 1986
2. In the Army Now - 3:52 - (Bolland/Bolland) - 1986
3. Dreamin' - 3:07 - (Rossi/Frost) - 1986
4. Ain’t Complaining - 3:59 - (Parfitt/Williams) - 1988
5. Who Gets the Love? - 3:52 - (Williams/Goodison) - 1988
6. Running All Over the World - 3:30 - (Fogerty) - 1988
7. Burning Bridges - 3:51 - (Rossi/Bown) - 1988
8. Not at All - 2:51 - (Rossi/Frost) - 1989
9. Little Dreamer - 3:58 - (Rossi/Frost) - 1989
10. The Anniversary Waltz Part 1 - 5:25 - (Lee/King/Mac/Mendelsohn/Berry/Maresca/Bartholomew/Collins/Penniman/Hammer/Blackwell) - 1990
11. The Anniversary Waltz Part 2 - 5:22 - (Berry/Swan//Allison/Holly/Petty//Endsley/Everly/Harrison/Penniman/Johnson/Blackwell/Penniman) - 1990
12. Can't Give You More - 3:55 - (Rossi/Young) - 1991
13. Rock ‘Til You Drop - 3:13 - (Bown) - 1992
14. Roadhouse Medley (Live) - 4:40 - (The Doors/Maresca/Rossi/Frost/Parfitt/Young/Coghlan/Lancaster/Supa/E. & P. Everly) - 1992
15. Fakin' the Blues - 4:29 - (Rossi/Frost) - 1992
16. I Didn't Mean It - 3:21 - (David) - 1994
17. Sherri Don't Fail Me Now! - 2:51 - (Bown/Edwards) - 1994
18. Restless (orchestral version) - 4:10 - (Warnes) - 1994

#### Tracce CD 4
1. When You Walk in the Room - 3:06 - (De Shannon) - 1995
2. Fun, Fun, Fun - inciso insieme ai Beach Boys - 3:05 - (Wilson/Love) - 1996
3. Don't Stop - 3:09 - (McVie) - 1996
4. All Around My Hat - inciso insieme a Maddy Prior - 3:06 - (trad. arr. Hart/Knight/Prior/Johnson/Kemp/Pegrum) - 1996
5. The Way It Goes - 3:20 - (Rossi/Frost) - 1999
6. Little White Lies - 3:50 - (Parfitt) - 1999
7. Twenty Wild Horses - 3:53 - (Rossi/Frost) - 1999
8. Mony Mony - 2:59 - (Bloom/Gentry/James/Cordell) 2000
9. Old Time Rock and Roll - 2:58 - (Jackson/Jones) - 2000
10. Jam Side Down - 3:27 - (Britten/Dore) - 2002
11. All Stand Up (Never Say Never) - 3:44 - (Rossi/Young) - 2002
12. You'll Come 'Round - 3:28 - (Rossi/Young) - 2004
13. Thinking of You - 3:54 - (Rossi/Young) - 2004
14. The Party Ain’t Over Yet - 3:50 - (David) - 2005
15. All That Counts Is Love - 3:41 - (David) - 2005
16. Beginning of the End - 3:15 - (Rossi/Edwards) - 2007
17. It's Christmas Time - 4:10 - (Parfitt/Morris) - 2008
18. Come on You Reds - inciso insieme alla squadra di calcio del Manchester United - 3:25 - (Rossi/Bown/Edwards) 1994
19. We're Gonna Do It Again - inciso insieme alla squadra di calcio del Manchester United - (Parfitt/Bown/Lynton) 1994
20. Jump That Rock (Whatever You Want) - inciso insieme agli Scooter - bonus track - 3:23 - (Parfitt/Bown/Baxxter/Jordan/Simon/Thele) - 2008

## Edizione 2 CD
Contiene una selezione dei singoli di maggior successo della band dal 1968 al 2008. Unico inedito è il singolo natalizio It's Christmas Time, pubblicato nel dicembre del 2008.
Tutti i brani sono in versione remasterizzata.

### Tracce

#### Tracce CD 1
1. Pictures of Matchstick Men - 3:08 - (Rossi) - 1968
2. Ice in the Sun - 2:10 - (Wilde/Scott) - 1968
3. Down the Dustpipe - 2:03 - (Groszman) - 1970
4. In My Chair - 3:14 - (Rossi/Young) - 1970
5. Paper Plane - 2:55 - (Rossi/Young) - 1972
6. Mean Girl - 3:53 - (Rossi/Young) - 1973
7. Caroline - 3:43 - (Rossi/Young) - 1973
8. Break the Rules - 3:38 - (Rossi/Young/Parfitt/Lancaster/Coghlan) - 1974
9. Down Down - 3:49 - (Rossi/Young) - 1975
10. Roll Over Lay Down (live) - 4:50 - (Rossi/Young/Parfitt/Lancaster/Coghlan) - 1975
11. Rain - 4:33 - (Parfitt) - 1976
12. Mystery Song - 3:58 - (Parfitt/Young) - 1976
13. Wild Side of Life - 3:15 - (Warren/Carter) - 1976
14. Rockin' All Over the World - 3:33 - (Fogerty) - 1977
15. Again and Again - 3:40 - (Parfitt/Bown/Lynton) - 1978
16. Whatever You Want - 4:01 - (Parfitt/Bown) - 1979
17. Living on an Island - 3:47 - (Parfitt/Young) - 1979
18. What You're Proposing - 4:13 - (Rossi/Frost) - 1980
19. Lies - 3:56 - (Rossi/Frost) - 1980
20. Don't Drive My Car - 4:37 - (Parfitt/Bown) - 1980

#### Tracce CD 2
1. Something 'Bout You Baby I Like - 2:50 - (Supa) - 1981
2. Rock’n’Roll - 4:04 - (Rossi/Frost) - 1981
3. Dear John - 3:12 - (Gustafson/Macauley) - 1982
4. Ol' Rag Blues - 2:51 - (Lancaster/Lamb) - 1983
5. A Mess of Blues - 3:22 - (Pomus/Shuman) - 1983
6. Marguerita Time - 3:27 - (Rossi/Frost) - 1983
7. The Wanderer - 3:27 - (Maresca) - 1984
8. Rollin' Home - 3:58 - (David) - 1986
9. Red Sky - 4:13 - (David) - 1986
10. In the Army Now - 3:52 - (Bolland/Bolland) - 1986
11. Ain’t Complaining - 3:59 - (Parfitt/Williams) - 1988
12. Burning Bridges - 3:51 - (Rossi/Bown) - 1988
13. The Anniversary Waltz Part 1 - 5:25 - (Lee/King/Mac/Mendelsohn/Berry/Maresca/Bartholomew/Collins/Penniman/Hammer/Blackwell) - 1990
14. I Didn't Mean It - 3:21 - (David) - 1994
15. Fun, Fun, Fun - inciso insieme ai Beach Boys - 3:05 - (Wilson/Love) - 1996
16. Jam Side Down - 3:27 - (Britten/Dore) - 2002
17. You'll Come 'Round - 3:28 - (Rossi/Young) - 2004
18. The Party Ain’t Over Yet - 3:50 - (David) - 2005
19. Beginning of the End - 3:15 - (Rossi/Edwards) - 2007
20. It's Christmas Time - 4:10 -	(Parfitt/Morris) - 2008

## Edizione 2 CD + DVD Deluxe Version
Contiene tutti i brani dell'edizione 2 CD più, in allegato, un DVD video comprendente due interviste ai due membri storici della band, Francis Rossi e Rick Parfitt, più 16 video musicali.

### Tracce

#### Tracce CD 1
1. Pictures of Matchstick Men - 3:08 - (Rossi) - 1968
2. Ice in the Sun - 2:10 - (Wilde/Scott) - 1968
3. Down the Dustpipe - 2:03 - (Groszman) - 1970
4. In My Chair - 3:14 - (Rossi/Young) - 1970
5. Paper Plane - 2:55 - (Rossi/Young) - 1972
6. Mean Girl - 3:53 - (Rossi/Young) - 1973
7. Caroline - 3:43 - (Rossi/Young) - 1973
8. Break the Rules - 3:38 - (Rossi/Young/Parfitt/Lancaster/Coghlan) - 1974
9. Down Down - 3:49 - (Rossi/Young) - 1975
10. Roll Over Lay Down (live) - 4:50 - (Rossi/Young/Parfitt/Lancaster/Coghlan) - 1975
11. Rain - 4:33 - (Parfitt) - 1976
12. Mystery Song - 3:58 - (Parfitt/Young) - 1976
13. Wild Side of Life - 3:15 - (Warren/Carter) - 1976
14. Rockin’ All Over the World - 3:33 - (Fogerty) - 1977
15. Again and Again - 3:40 - (Parfitt/Bown/Lynton) - 1978
16. Whatever You Want - 4:01 - (Parfitt/Bown) - 1979
17. Living on an Island - 3:47 - (Parfitt/Young) - 1979
18. What You're Proposing - 4:13 - (Rossi/Frost) - 1980
19. Lies - 3:56 - (Rossi/Frost) - 1980
20. Don't Drive My Car - 4:37 - (Parfitt/Bown) - 1980

#### Tracce CD 2
1. Something 'Bout You Baby I Like - 2:50 - (Supa) - 1981
2. Rock’n’Roll - 4:04 - (Rossi/Frost) - 1981
3. Dear John - 3:12 - (Gustafson/Macauley) - 1982
4. Ol' Rag Blues - 2:51 - (Lancaster/Lamb) - 1983
5. A Mess of Blues - 3:22 - (Pomus/Shuman) - 1983
6. Marguerita Time - 3:27 - (Rossi/Frost) - 1983
7. The Wanderer - 3:27 - (Maresca) - 1984
8. Rollin' Home - 3:58 - (David) - 1986
9. Red Sky - 4:13 - (David) - 1986
10. In the Army Now - 3:52 - (Bolland/Bolland) - 1986
11. Ain’t Complaining - 3:59 - (Parfitt/Williams) - 1988
12. Burning Bridges - 3:51 - (Rossi/Bown) - 1988
13. The Anniversary Waltz Part 1 - 5:25 - (Lee/King/Mac/Mendelsohn/Berry/Maresca/Bartholomew/Collins/Penniman/Hammer/Blackwell) - 1990
14. I Didn't Mean It - 3:21 - (David) - 1994
15. Fun, Fun, Fun - inciso insieme ai Beach Boys - 3:05 - (Wilson/Love) - 1996
16. Jam Side Down - 3:27 - (Britten/Dore) - 2002
17. You'll Come 'Round - 3:28 - (Rossi/Young) - 2004
18. The Party Ain’t Over Yet - 3:50 - (David) - 2005
19. Beginning of the End - 3:15 - (Rossi/Edwards) - 2007
20. It's Christmas Time - 4:10 -	(Parfitt/Morris) - 2008

#### Tracce DVD
1. Intervista a Francis Rossi
2. Intervista a Rick Parfitt

Video Musicali
1. Running All Over the World (1988)
2. Can't Give You More (1991)
3. Rock 'Til You Drop (1992)
4. Sherri Don't Fail Me Now (1994)
5. Restless (1994)
6. I Didn't Mean It (1994)
7. The Way It Goes (1999)
8. Jam Side Down (2002)
9. You'll Come Around (2004)
10. Thinking of You (2004)
11. The Party Ain't Over Yet (2005)
12. Beginning of the End (2007)
13. Jump That Rock (Whatever You Want) - (Status Quo insieme agli Scooter) (2008)

## Edizione USB
Il prodotto viene pubblicato anche in formato presa USB, contenente tutti i brani del doppio CD in versione MP3 alta qualità, con in più contenuti multimediali per il computer, quali screensaver, foto per desktop, video footage, etc.

## Formazione
- Francis Rossi (chitarra solista, voce)
- Rick Parfitt (chitarra ritmica, voce)
- Alan Lancaster (basso, voce)
- John 'Rhino' Edwards (basso)
- John Coghlan (percussioni)
- Pete Kircher (percussioni)
- Jeff Rich (percussioni)
- Andy Bown (tastiere)
- Roy Lynes (organo, tastiere)

## Altri musicisti
- Andy Bown (tastiere)
- Bernie Frost (cori)
- Bob Young (armonica a bocca)
- The Beach Boys in Fun, Fun, Fun
- Maddy Prior in All Around My Hat
- Scooter in Jump That Rock (Whatever You Want)

## British album chart
| Posizione | 8 | 15 | 22 | 34 | 38 | 37 | 35 | 37 | 94 | uscito |